# Storsjö
Storsjö est un village situé dans la commune de Berg, dans le Comté de Jämtland en Suède.
En 2010 le village comptait 114 habitants.